# Centrala Tejo (istorie)
În ultimul sfert al secolului al-XIX-lea, Lisabona, imaginea a ceea ce s-a întâmplat în principalele orașe Europene, era un oraș în plină expansiune și consumul de electricitate a ținut, de asemenea, ritmul cu urbanizarea orașului: în primul rând, înlocuind gazul în iluminatul public, apoi motoarele electrice au început să câștige treptat avantaj în industrie și în cele din urmă casele cele mai bogate, au început epoca de uz casnic a energiei electrice.
În capitala Lusitană, existau două centrale care furnizau electricitate în oraș: Centrala de Avenida (1889) și Centrala de Boavista (1903). Numele lor erau strâns legate de locurile unde erau instalate; a fost din această cauză că în timpul fazei de început a proiectului Centralei Tejo, toponimia a continuat să fie în vigoare și a fost numită Centrala Junqueira, pentru că se situa în zona de Junqueira. În ciuda acestui lucru, acest nume a fost de scurtă durată, deoarece, odată construită, în documentele oficiale și pe fațada centralei, ea a adoptat numele râului (fluviului) care i se potrivea-Centrala Tejo.

## Primitiva Centrală Tejo
Micile centrale existente în capitală (Avenida și Boavista) au devenit insuficiente prin creșterea cererii de energie electrică și, pe lângă aceasta, erau situate în cartierele puternic urbanizate producând intense impacte ambientale pentru persoane și fără spațiu pentru mai mult decât previzibilele extinderi pe care noua industrie de electricitate l-e prezenta.
Pentru aceste motive, la începutul anului 1908, compania care deținea concesiunea de producție și distribuție a energiei electrice în Lisabona, Companiile Reunite de Gaz și Electricitate (CRGE) au luat hotarârea de a construi o nouă centrală termoelectrică în Lisabona. În autorizația de exploatare s-a cerut permisiunea pentru a instala “o nouă stație generatoare de energie”, situată într-o zonă de fabricație care se întindea între Arsenalul de Marină și plaja Pedrousos, în partea de vest a orașului.
Locul ales se situa exact la jumătatea distanței dintre Palatul Belem și Frânghia Națională de Junqueira, care persistă până astăzi. Deci, după atragerea de capital pentru a finanța noua centrală termoelectrică, în Martie 1908 a început construcția fabricii care avea să furnizeze electricitate în Lisabona și în împrejurimile ei timp de peste patru decenii.
Proiectul tehnic definitiv a fost realizat de inginerul Lucien Neu, care a folosit tot spațiul utilizabil amplasând turbinele într-o arie centrală și cazanele dispuse în ambele laturi. Acest proiect a suferit diverse modificari de extindere a lucrărilor în comparație cu ceea ce era stabilit inițial. Compania responsabilă cu construcția clădirilor a fost Vieillard & Touzet, care a păstrat aproximativ 50 de lucrători în aceste locuri de muncă.
În vara anului 1909, Centrala Tejo a fost inaugurată formal deși, până la finalul anului 1910, au fost schimbări majore în cadrul acesteia, ca achiziționarea de noi turboalternatoare sau extinderea sălii de cazane, care a implicat construcția unui nou coș de fum cu înalțimea de 36m, în formă de trunchi de piramidă inversată.
De la construcția sa și până în 1912, Centrala de Junqueira a achiziționat noi mașinării pentru a crește producția. În 1908 a început cu două alternatoare, fiecare cu câte 1 MW de putere, provenite de la Centrala de Boavista și șase boilere de marca Delaunay – Belleville. Extinderea din 1910,a implicat instalarea a trei noi turboalternatoare Brown Boveri & Ca. care au crescut puterea totală la 7,75 MW, precum și patru boilere la început la care s-au alăturat mai târziu încă cinci cu o mai mare putere de vaporizare.
Astfel, în 1912, când tot echipamentul a fost instalat, vechea Centrală Tejo dispunea de cincisprezece mici boilere Belleville și cinci grupuri generatoare care furnizau electricitate la rețeaua electrică a orașului Lisabona.
În ceea ce privește exteriorul, clădirea care adăpostea acest extins set de mașini, prezenta un fel de arhitectură caracteristică micilor centrale electrice de la sfârșitul secolului al-XIX-lea, așa-numite “fabrici de electricitate”. Planul său corespundea cu o navă longitudinală acoperită cu două componente și trei pavilioanae adiacente în partea de vest; între ele, două subțiri coșuri de fum dubla înălțimea corpului de fabrică și “păzea”spațiul. Pe fațadele Nord - Sud se putea aprecia inscripția: “1909 / Cªs Reunidas Gas e Electricidade / Estação Eléctrica Central Tejo” (“1909 / Companiile Reunite de gaz și Electricitate / Stația Electrică Centrala Tejo”).
Această primitivă Centrală Tejo a fost programată pentru a lucra o perioadă de șase ani (1908-1914), până ce CRGE avea să obțină resursele necesare pentru a construi o centrală de mai mari dimensiuni și de o capacitate mai mare. Cu toate acestea, din cauza izbucnirii Primului Război Mondial în acest ultim an, acesta a făcut ca această veche Centrală Tejo să-și prelungească termenul și să fie operativă până în anul 1921. Producția și distribuția de electricitate a început să se realizeze în condiți foarte precare,deoarece, printre alte aspecte, combustibilul utilizat era de slabă calitate și ca urmare, cazanele sufereau constante avarii, care au dus la incetinirea semnificativă a ritmului de extindere și dezvoltare a electricități în oraș.
În ciuda acestor dificultăți lucrările de construcție ale clădirii pentru cazanele de joasă – presiune au continuat și la finalul anului 1916 Centrala a început să primească abur de la primele două cazane de joasă presiune instalate în noua clădire, încă în construcție, dar care asigurau condițiile necesare pentru alimentarea grupurilor generatoare existente.
Odată construită și făcută pe deplin operațională clădirea de Joasă Presiune, în anul 1921, vechea Centrală Tejo a fost dezactivată și dezmembrată făcând ca acolo să existe o serie de ateliere și depozite. Câțiva ani mai târziu, cu nevoia de a construi o nouă clădire pentru cazanele de Înaltă Presiune, această veche centrală, a fost demolată în anul 1938, din care nu a rămas nici o urmă din ea.

## Actuala Centrală Tejo
Necesitatea de a construi o nouă centrală pentru a suprima necesitatea crescândă de electricitate și a nesiguranței în care se aflau instalațiile din timpuria Centrală Tejo, a făcut ca în anul 1914 să înceapă construcția de noi clădiri și instalarea mașinilor cu o mai mare eficiență, aceasta a fost o fază de creștere și modernizare care s-a oprit abia în anul 1951, când a fost instalat cazanul nr.15, acesta fiind și ultimul cazan instalat.
În termeni generali, distingem două perioade principale de construcție:
- Prima între anii 1914 și 1930, care corespunde cu instalațiile de Joasă Presiune, timp în care s-a construit și s-a extins sala de cazane de joasă presiune și sala de mașini.
- Cea de a doua se încadrează între anii 1938 și 1951, care corespunde cu montarea instalațiilor corespunzatoare pentru producera în Înaltă Presiune. La sfârșitul acestei perioade, setul arhitectural s-a menținut neschimbat până astăzi, evidențiindu-se în mod special, clădirea pentru cazanele de înaltă presiune.

### Joasă presiune
Odată cu construcția clădirii pentru cazanele de joasă presiune și a noii Săli de mașini, Centrala Tejo a început să se consolideze fie în aspectele productive fie la nivel arhitectonic, folosind cărămidă la fațadele vizibile de pe tot complexul industrial.
Din nou, în această perioadă de joasă presiune este posibil să se distingă trei faze de construcție:
- Prima între anii 1914 și 1921. Corespunde cu începerea construcției clădirii pentru cazane, cu distribuitorul de cărbune și cu sala de mașini.
- A doua etapă din anii 1924-1928; iese în evidență față de prima extindere, cu construirea unui corp de fabrică pentru instalarea noilor cazane și alt distribuitor de cărbune, identic cu cel existent, un nou grup generator și căile circuitului de răcire și respectivele canale.
- În final, a treia etapă,între anii 1928 și 1930, în care a avut loc ultima prelungire a sălii pentru cazane – cu achiziționarea de cuptoare de mai mari dimensiuni decât precedentele și de sala de mașini.

#### Prima Fază (1914-1921)
Construcția clădirilor de joasă presiune și de mașini a început în 1914. Proiectul a inclus mai multe corpuri ale fabricii: două nave longitudinale cu acoperișul în două componente, fiecare pentru a adăposti șase cazane de joasă presiune de marca Babcock & Wilcox; o sală de mașini cu o capacitate pentru două turboalternatoare germane AEG cu puterea de 8MW; și un edificiu de comandă și o substație de mai mici dimensiuni. Construcția a început de la nord la sud și de la est la vest; pe lângă aceasta, s-a proiectat posibilitatea de extindere, pe mai târziu, până la fluviul Tajo, în sud.
La puțin timp după începerea lucrărilor, a izbucnit Primul Război Mondial, provocând întârzâieri la termenul stabilit și probleme în primirea turboalternatoarelor comandate în Germania, care au rămas reținute până la sfărșitul conflictului. Cu toate acestea, în anul 1916 au fost montate primele două cazane de joasă presiune (care în proiect le-au fost atribuite nr. 5 și 6) pentru aprovizionarea generatoarelor de la primitiva Centrală.
În următori doi ani s-au montat două noi cazane (nr.3 și 4) care, împreună cu 5 si 6, au depășit puterea pe care vechiile generatoare ale primitivei Centrale Tejo, o puteau suporta. CRGE a constatat că era esențială obținerea unui alt turboalternator adăugându-l la cele două generatoare deja comandate de câțiva ani de la furnizorul german și care continuau să fie reținute și, astfel,a vansarea construirii unei părți a sălii de mașini pentru a adăposti acest nou generator. În anul 1919, a început să funcționeze un nou turboalternator de marca elvețiană Escher & Wyss de o putere de 7500 kW.
În anul următor au fost instalate cazanele restante (nr.1 și 2) și acum, cu războiul terminat, cele două grupuri germane AEG au fost în cele din urmă primite, intrând ăn serviciu în anul 1921. Cu instalarea finală a acestor șase cazane și trei grupuri generatoare, producția s-a stabilizat și a fost posibilă demontarea echipamentului de la învechita Centrală de Junqueira.

#### Faza a doua (1924-1928)
Progresiv, în funcție de creșterea consumului, a fost din nou indispensabil să se efectueze noi și importante lucrări la Centrală pentru a crește și finaliza sala pentru cazanele de joasă presiune. În programul elaborat de CRGE era prevăzută extinderea unei nave industriale care să adăpostească trei noi cazane de joasă presiune și achiziționarea de un nou grup generator.
Astfel în anul 1922 a fost efectuat un studiu privind instalarea cazanelor nr.7 și 9 și posibilitatea de funcționare cu cărbune pulverizat care s-a dovedit neproductiv, deoarece la cazanulnr.6, testele realizate pentru a aplica acest proces nu au dat rezultate satisfăcătoare. Cu toate acestea, la cazanul nr.11 s-ar fi utilizat cărbune pulverizat.
“Noua sală de cazane”,cum era cunoscută,avansa spre sud, în direcția fluviului Tajo, cu fațada din fată rămânând neterminată, fiind acoperită temporar cu o tablă de zinc și o structură metalică care imita ferestre pe partea opusă, deoarece se presupunea a treia și ultima extindere a acestei săli de joasă presiune. Cazanele 7 și 9, de marca Babcock & Wilcox, au fost primele instalate în acest nou spațiu, în anul 1924 și respectiv în anul 1925. Al treilea, cazanulnr.11. era de marca Humboldt și a fost instalat în anul1928; cum folosea cărbune pulverizat,a avut propria moară.
Sala de mașini nu a suferit nici o modificare în dimensiune, dar în interiorul acesteia a fost montat un grup generator de 8MW în anul 1925, numărul 4 de marca Stal-Asea. De asemenea, au fost construite canalele și două sifoane în docurile noi în circuitul de răcire, care aducea apa din fluviu până în interiorul Centralei.

#### Faza a treia (1928-1930)
A fost în această a treia fază de construcție din această primă perioadă a Centralei Tejo, că s-a terminat construirea fabricii (ambele săli,a cazanelor cât și a mașinilor). În anul 1928, același an când s-a montat cazanul nr.11, s-a decis avansarea pentru a cumpăra ultimele două cazane de joasă presiune, nr.8 și 10 ale furnizorului mai frecvent, Babcock & Wilcox, din cauza unor intârzâieri la montarea cazanului de marca Humboldt.Așadar,numai la finalul anului 1930, s-a terminat, de fapt, montarea definitivă.
Noul corp de fabrică care a păstrat aceeași linie estetică cu a structurilor anterioare, dar de dimensiuni mai mari; pentru aceasta a fost scoasă fațada temporară de tablă de zinc și, după aceea, s-a construit clădirea în direcția fluviului, achiziționând fațada definitivă care există și astăzi.
În ceea ce privește sala mașinilor, de asemenea a fost necesară dărâmarea fațadei sud pentru a extinde aria fabrici în direcția fluviului, aliniindu-se cu sala pentru cazane, pentru a permite adăpostirea noului și ultimului grup generator de marca Escher Wiss/Thompson (căruia i-a fost atribuit nr.5), precum și să ofere un spațiu la parter de descărcare și de manipulare a turbinei, alternatorului și a diverselor materiale. Întărirea puterii mașinilor a implicat, în același timp, o creștere a instalațiilor de aducere a apei de răcire, construindu-se două noi sifoane,unul pentru a primi apa și altul pentru a evacua apa,stabilindu-se, așadar, în total patru sifoane.
După cincisprezece ani de construcți și extinderi,Centrala Tejo în faza ei de Joasă Presiune dispunea,în sfârșit,de trei mari arii de fabricație:cazane,mașini și substații,fiind situate paralel cu fluviul.
Sala pentru cazane era formată din patru nave industriale care creau un spațiu liber în interior, în care se adăposteau unsprezece cazane de joasă presiune, zece de marca Babcock & Wilcox (tehnologie britanică) și una de marca Humboldt (de origene germană). Sala de mașini este un spațiu longitudinal și de asemenea deschis, perpenticular cu sala pentru cazane, adăpostind cinci grupuri generatoare de diferite puteri și de diferite mărci: Escher & Wiss, AEG, Stal-Asea și Escher Wiss/Thompson.

### Inaltă Presiune
Deși în timpul perioadei dintre anii 1930 și 1938 a lucrat în joasă presiune, s-au realizat o serie de lucrări cu scopul ca Centrala Tejo să aibă capacitatea pentru ca în viitor să producă în înaltă presiune ceea ce a implicat și construirea unuei noi clădiri.
Locul stabilit pentru această nouă clădire a fost proiectat în zona unde se situa primitiva Centrală Tejo, care deși,înainte să se efectueze demolarea, a fost un set de ateliere și magazii, obliga garantarea unui nou local pentru adăpostirea acestor funcți suplimentare dar esențiale pentru funcționarea Centralei. În acest scop, au fost cumpărate terenurile și clădirile de la fosta rafinărie de zahăr Senna Sugar Estates, Ltd., deținută de Companhia de Açúcar de Moçambique (Compania de Zahăr din Mozambic), situată în partea estică a Centralei.
De la începutul acestui deceniu, turboalternatoarele nr.2 și 3 de marca AEG au început să cauzeze probleme și să aibă succesive avarii pentru care, în anul 1934 s-a solicitat cumpărarea și licențierea de instalare a două generatoare de aceeași marcă, dar cu putere dublă. A fost la finele anului 1935 când s-a instalat și inaugurat turboalternatorul nr.2; la rândul său, de asemenea a fost la această dată când s-a finalizat montarea noului echipament de transformare de tensiune, care a permis ca stația de transformare a Centralei Tejo să alimenteze regiunea Lisabonei și a Valei Tejo până în Santarem. La sfârșitul anului următor, a fost de asemenea instalat noul generator nr. 3.
Pornind de la instalarea noilor grupuri generatoare de putere mai mare, a fost aproape obligatoriu instalarea ulterioară a primelor cazane de înaltă presiune (numerele 12, 13 și 14) datorită produceri de aburi de energie mai mare în acestea, pentru a se valorifica eficiența de putere permisă de grupurile turboalternatoare.Cazanele au fost din nou comandate la fabrica Babcock &Wilcox și din cauza dimensiunilor sale mari, a determinat construirea clădiriei celei mai mari a complexului industrial, Clădirea pentru Cazanele de Înaltă Presiune.
În anul 1938, deja dezactivată și scoasă din uz,a început demolarea a ceea ce a mai rămas din vechea și primitiva centrală pentru a se construii, în locul ei, această nouă arie de fabricație a Centralei Tejo. Lucrările au fost acordate la diverse firme: pentru mixerul de cărbune și intensificarea urcării cărbunelui s-a selecționat Societé des Pieux Franki, care a început lucrările în Septembrie a aceluiași an. Structura metalică și lucrările de construcție civilă au fost soliocitate de firma portugheză Vulcano & Colares, care a începand construirea primelor elemente ale structurii și ale cazanelor în Martie 1939.
Atrage atenția la această nouă clădire toată structura ei construită din fier și,îmbrăcămintea ei, urmărind aceeași linie cu a clădirii de joasă presiune, adică, cu cărămidă la fațadele vizibile. Diferența constă în decorațiuni, aici spre deosebiere de restul complexului, estetica sa prezintă o influență semnificativ clasicistă de influență de palat renăscut.
În perioada în care clădirea de Înaltă Presiune lua formă, de asemenea se lucra la o nouă clădire auxiliară de Joasă Presiune, de dimensiuni mult mai reduse, destinată pentru adăpostirea mașinilor de purificarea și tratare a apei. Această anexă, de asemenea avea scopul de a elibera spațiul din sala de cazane, deoarece mai târziu trebuia să se construiască o sală auxiliară de Înaltă Presiune. Auxiliarele de joasă presiune au fost terminate în anul 1939, situându-se și sprijinindu-se pe clădirea principală, langă cazanele 8 și 10.
Noul război, în acest caz al Doilea Război Mondial, a dus la întârzâieri în montarea și instalarea clădiri de înaltă presiune. Cele trei Cazane programate pentru a intra în funcțiune în anul 1940, au intrat în funcțiune abia în anul următor când instalațiile sale au fost în condiții necesare. Cazanul nr.12 în Martie, cazanul nr.13 în luna următoare și cazanul nr.14 în luna August a anului 1941.
Cu toate acestea, cazanele nu au putut atinge un randament ridicat pentru că se lucra la joasă presiune; trebuia să se construiască Auxiliarele de Înaltă Presine și să se adapteze turbinile. Clădirea de auxiliare a luat ființă în sala pentru cazanele de joasă presiune, fiind necesară demontarea cazanelor1 și 2, în anul 1943. Pe de altă parte, potrivirea turbinilor de la grupurile 2 și 3 în sistemul de înaltă presiune a fost complicată, deoarece cererea efectuată către constructorul german,a fost blocată de blocajul comercial, generalizat în tot continentul European ca urmare a izbucnirii celui de al doilea război mondial.
În sfârșit, materialul a ajuns în anul 1942, permițând începerea producției de energie electrică în regim de Înaltă Presiune în anul următor. În anul 1943 cazanele 12 și 13 au început să aprovizioneze turboalternatorul nr.2 și, în anul 1944, cazanul nr.14 a început să aprovizioneze turboalternatorul nr.3.
Din cauza războiului, în timpul anilor de conflict prețul cărbunelui a crescut progresiv în timp ce calitatea a scăzut. În consecință,a existat o creștere a costurilor care au crescut de patru ori în doar șase ani (1939-1945). Pe de altă parte, producția de electricitate,de asemenea a crescut progresiv atingând valori maxime ani dupa ani, maximul fiind atins în anul 1950, cu o valoare record de 52.200 kW și 216 milioane de kWh de producție.
În anul 1948, ca urmare a acestei creșteri de preț a cărbunelui, cele trei cazane de înaltă presiune au fost ușor modificate fiind adaptate la arderea petrolului (de fapt, un derivat din petrol), care în acele timpuri era mai ieftin decât cărbunele. De asemenea a fost necesar construirea unui rezervor pentru acest combustibil lichid cu o capacitate de 8.000m³ situat în Piața Cărbunelui.

#### Cazanul nr.15
În timpul anului 1944, CRGE a planificat un proict de înlocuire a alternatoarelor și a cazanelor vechi cu echipamente adaptate la realitatea din acea vreme, o consecință a evoluției tehnologice; și mai târziu din cauza creșterii consumului de electricitate, acest proiect a evoluat de la o amplificare la crearea unui nou centru de producție, adică o nouă centrală termoelectrică. În același an,a fost aprobată Legea de Electrificare Națională, care a indicat o schimbare în politica energetică portugheză, acordând prioritate absolută sistemului de producere a energiei hidroelectrice; aceasta a implicat ca proiectul unei noi centrale termoelectrice să fie refuzat, pentru că era contrar legii. După câteva apeluri făcute la guvern, a fost în sfârșit acordat, în anul 1948, autorizația ca CRGE să facă o marire minimă a Centralei Tejo, care a dus la achiziționarea și instalarea unui nou cazan,cazanul nr.15.
Furnizat din nou de Babcock & Wilcox, a fost instalat lângă cazanul nr.12. Pentru a realiza acest lucru, a trebuit să fie demolată fațada existentă,cimentarea noii zone și construirea, mereu cu aceeași tehnică și estetică, a structurei metalice și a respectivul înveliș. Lucrările au început la începutul anului 1950 și, la mijlocul anului 1951, au fost terminate intrând în serviciu noul cazan, moment în care centrala era în situație de rezervă.
Aproape zece ani de diferență între instalarea primelor cazane de înaltă presine și aceasta din urmă, a produs diferență între ele. De exemplu, la cazanul nr.15 au fost instalate din fabrică injectoarele de petrol (la celelalte au fost instalate treptat), banda rulantă de fier era la înaltime mai mică, pupitrul de comandă este mai avansat în înregistrarea și citirea datelor de operare ale cazanului, în cenușare exista șase buncăre de expulzare a cenușei și cărbunelui (în celelalte doar trei) și, de asemenea,prezintă dimensiuni ușor mai mari.

### Integrarea în Rețeaua Electrică Națională
Legea de Electrificare Națională a acordat prioritate absolută producției hidroelectrice și, de asemenea, uniformizarea electrică a țării printr-o rețea națională de transport. Din aceste motive, începând din anul 1950, Centrala Tejo a fost clasificată ca centrală de rezervă, trecând pe un plan secundar de sprijin a sectorului de producție de electricitate și, deci, începând inevitabil declinul.
Întradevăr, la 21 Ianuarie 1951 a fost inaugurată oficial Centrala Castelo do Bode, prima mare centrală hidroelectrică dintre multe altele,pe care Legea de Electrificare Națională le-a stabilit în proiectele sale, pentru furnizarea energiei electrice la marile centre de consum cum era cazul orașelor Lisabona și Porto. Începând din acest moment, Centrala Tejo a devenit ca centrală de rezervă, limitând funcționarea sa la anii secetoși sau complicați la nivel hidric și ca sprijin a rețelei electrice naționale. Cu toate acestea a continuat să producă energie electrică, deși opera doar cu un singur turbo grup și două cazane de înaltă presiune.
În timpul anilor dintre 1951 și 1968 a lucrat în fiecare an, cu excepția anului 1961. Anul 1953 a fost deosebit de dificil din cauza lipsei de apă, pentru care a fost obligată să lucreze aproape tot anul, de multe ori supraîncărcată pentru a onora cererile,nu numai a rețelei sale, dar de asemenea, pentru a sprijinii rețeaua națională. De asemenea, în anii 1960 a fost dezmembrat și demontat tot echipamentul de joasă presiune.
Ultima înregistrare de lucru a centralei, datează din 14 August 1972 și se referă la mișcarea de opoziție politică față de regimul de guvernare. La 9 August a fost un act de sabotaj împotriva liniilor de înaltă tensiune care alimentau Lisabona, aceasta rămânând fără energie electrică; timp de o săptămană s-a cerut ajutorul Centralei Tejo pentru a produce electricitate în scopul de a eluda problema de alimentare a rețelei de distribuție a orașului Lisabona. Foștii muncitori ai centralei,unii deja pensionați,au fost rechemați și,cu cunoștințele și experiențele lor, au pus din nou în funcțiune instalațiile Centralei Tejo,introducând cărbune pentru ultima dată în cazanul numărul 15.S-a reușit producerea a 1.200.678 kWh, o valoare care corespundea doar cu o cincime din nevoile de consum a unei zile a rețelei CRGE. Aceasta a fost ultima zi de înregistrare a Centralei. A încetat definitiv zgomotul și vibrațiile care au marcat, timp de mai multe generații, funcționarea acestei fabrici de electricitate.
Oficial, Centrala Tejo a fost închisă și scoasă din funcțiune în anul 1975.

## Muzeul de electricitate
După naționalizarea sectorului electric portughez în anul 1975, patrimoniul de CRGE a fost integrat în noua companie înființată în anul 1976, EDP-Electricidade de Portugal, și s-a pus problema despre ceea ce se v-a face cu vechea Centrală Tejo, în care exista o mare cantitate de mașini, asociată cu toată impunătoarea structură.Propunerea a fost clară: redeschiderea ca Muzeu de Știință și,în același timp, arheologie industrială.
În același an în care clădirea a fost declarată Imobil de Interes Public, aceasta petrecându-se în anul 1986, a început  să lucreze echipa fondatoare a viitorului Muzeu de Electricitate, deschizând pentru prima dată porțile la public în anul 1990.
Expozițiile permanente ale Muzeului permit cunoașterea procesului, istoriei și activitatea Centralei Tejo, precum și aspectele relevante în evoluția producției de energie electrică de la primele descoperiri și până la noile forme de producere a electricității existente în prezent. Muzeul are, de asemenea, un Centru de Documentare, o bibliotecă  specializată și un serviciu de căutare și conservare de o varietate de echipamente relaționate cu electricitatea consolidând așa, studiul istoric asupra electricități în Portugalia și perpetuarea în timp a memoriei și faptelor asociate.
Între anii 2001 și 2005, Centrala a suferit lucrări de restaurare ca răspuns la slaba ei starea de conservare. Au fost curățate fațadele și interioarele, s-a consolidat structura de fier, s-au înlocuit mii de cărâmizi și s-a schimbat discursul muzeografic așa cum este astăzi vizibil  și cum poate fi văzut într-o vizită  în spațiul din fosta Centrală Tejo, acum Muzeul de Electricitate.